# Thomas Conolly Pakenham
Thomas Conolly Pakenham var Storbritanniens, Sveriges och Norges konsul i Tamatave (Toamasina) på Madagaskar, 1876-1883. 
Pakenham hade tidigare varit konsul på Bourbon (Réunion) men utnämndes till brittisk konsul i Tamatave den 5 april 1862. År 1876 utnämndes han även till den förste konsuln för Sverige och Norge, och Sverige har haft konsul på Madagaskar i alla år sedan dess. Vid denna tid var Madagaskar en självständig monarki och Tamatave var redan landets viktigaste hamnstad, även om huvudstaden var Antananarivo.
Pakenhamn dog den 22 juni 1883 efter lång tids sjukdom under dramatiska omständigheter. Detta år startade ett krig mellan Frankrike och Madagaskar, och den franska flottan ockuperade Tamatave. Franska soldater tog sig in på konsulatet för att fängsla konsulns sekreterare Andrianisa; konsuln själv beordrades att lämna Tamatave med 24 timmars varsel. Han dog samma natt, och begravdes två dagar senare inför en stor folksamling.
Pakenham efterträddes av John Hicks Graves 1883.